# Анастасий (Александров)
Епи́скоп Анаста́сий (в миру Алекса́ндр Ива́нович Алекса́ндров; 16 (28) апреля 1861, село Байтеряково, Лаишевский уезд, Казанская губерния — 23 июня 1918, Петроград) — епископ Православной Российской Церкви, епископ Ямбургский, викарий Санкт-Петербургской епархии. Учёный-славист.

## Биография
Родился в семье священника Иоанна Александровича Александрова, являвшегося с мая 1860 по сентябрь 1862 года настоятелем Владимирской церкви села Байтеряково Лаишевского уезда Казанской губернии (родового имения потомственных дворян Казиных).
28 мая (9 июня) 1861 года (то есть менее чем через полтора месяца после рождения А. И. Александрова) в селе Байтеряково произошёл большой пожар, заставший священника И. А. Александрова во время совершения Божественной Литургии в сельском храме. В одной из клировых ведомостей сообщалось, в частности, что «во время бывшего в селе Байтерякове пожара, от которого в виду его сгорел собственный его дом и всё имущество, он, Александров, с примерным и редким самоотвержением продолжал совершать начатую им Литургию с одним причётником, которого убедил до окончания службы Божией остаться в Церкви, бывшей среди пламени». За это 30 ноября /12 декабря/ 1861 г. И. А. Александрову была объявлена «признательность Епархиального Начальства со внесением в послужный список».
В 1879 году окончил Первую казанскую гимназию.
В 1883 году окончил историко-филологический факультет Казанского университета со степенью кандидата историко-филологических наук за работу: «Детская речь». Ученик известных филологов И. А. Бодуэна де Куртенэ и Н. В. Крушевского.
Был оставлен при университете для подготовки к профессорскому званию по кафедре сравнительного языковедения и санскрита.
В 1884 года командирован в Дерптский университет на полтора года для научных занятий санскритом и немецким языком. В летнее время посещал прибалтийские губернии для изучения литовского языка.
В 1886 года защитил диссертацию «Sprachliches aus dem Nationaldichter Litauens Donalitius. Zur Semasiologie» («Язык национального поэта Литвы Донелайтиса. К семасиологии») на соискание учёной степени магистра сравнительного языковедения. В летнее время посещал прибалтийские губернии для изучения литовского языка.
Осенью 1886 года назначен приват-доцентом кафедры сравнительного языковедения Дерптского университета.
В 1886—1888 годы — приват-доцент кафедры сравнительного языковедения и санскрита Харьковского университета.
22 сентября 1888 года за диссертацию «Litauische Studien. I. Nominalzusammensetzungen» («Литовские этюды I: Именные сложные слова»), представленную в Дерптский университет, удостоен степени доктора славянской филологии. Обе диссертации были написаны на немецком языке и защищены в Дерптском университете.
В 1888—1889 годы — экстраординарный профессор кафедры сравнительного языковедения и санскрита Казанского университета.
В 1889—1896 годы — экстраординарный профессор кафедры славянской филологии Казанского университета.
В 1896—1911 годы — ординарный профессор кафедры славянской филологии Казанского университета.
В 1890, 1891, 1893, 1895 годах выезжал в научные командировки за границу, главным образом в славянские страны.
В 1910 году удостоен honoris causa звания Доктора церковной истории. Почётный член Московской, Петроградской и Казанской духовных академий.
Являлся почётным членом «Казанского Общества Трезвости» и первым редактором журнала «Деятель».

Народные чтения, воскресные школы и читальни в 44 отделах и обширная издательская деятельность Общества находятся в заведовании Председателя общеобразовательных учреждений проф[ессора] Универс[итета] А. И. Александрова, который был избран Обществом Трезвости Почётным членом за его полезную деятельность и душевное отношение к общеобразовательным учреждениям Общества. Им же было положено начало журнала «Деятель».— «Деятель». — 1898. — № 8 — 9 (август — сентябрь). — С. 406.

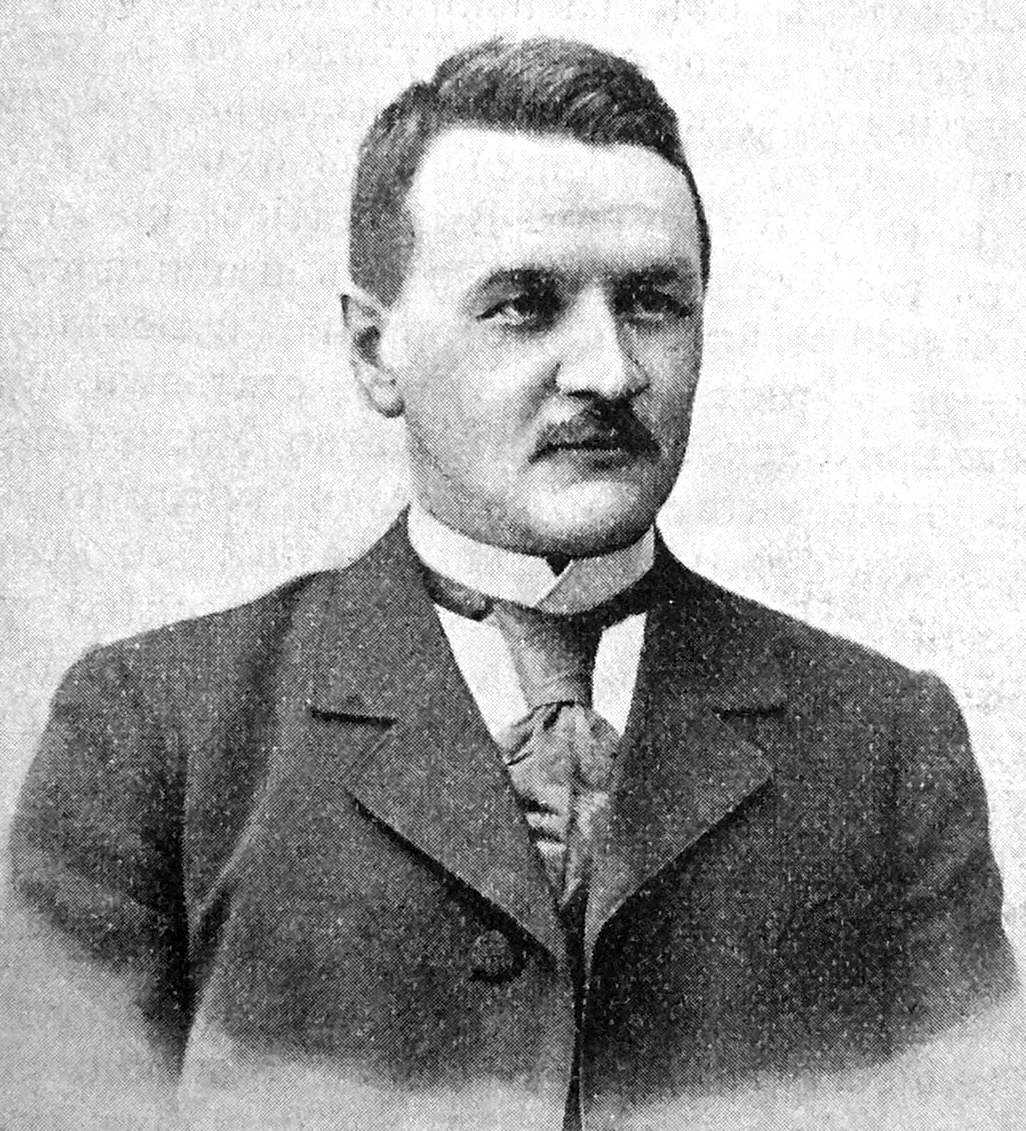
Профессор Императорского Казанского Университета А. И. Александров (фото из журнала «Деятель» за август — сентябрь 1898 г.)

В 1896—1905 годы — заведующий и руководитель мужской воскресной школы в городе Казани. Организовал эту школу, в которой занимались рабочие, а занятия вели студенты Казанской духовной академии.
В 1897—1905 годы — секретарь историко-филологического факультета Казанского университета.
В 1903—1908 годы — редактор «Учёных записок Казанского университета».
В 1905—1911 годы — декан историко-филологического факультета Казанского университета. Будучи деканом, не раз исполнял обязанности ректора.
В 1910—1911 годы — ординарный профессор Казанской духовной академии по кафедре истории славянских и Румынской церквей.
В июле 1910 года был пострижен в монашество, возведён в сан иеродиакона и иеромонаха.
7 июля 1910 года в Раифском Богородицком монастыре архиепископом Казанским Иаковом (Пятницким) был пострижен в монашество, 8 июля рукоположён во иеродиакона, 10 июля — во иеромонаха.
В 1910—1912 годы — инспектор Казанской духовной академии.
С мая 1911 по февраль 1912 года — заслуженный ординарный профессор кафедры славянской филологии Казанского университета.
6 августа 1911 года в Казанском Преображенском монастыре возведён в сан архимандрита.
В 1911—1913 года — ординарный профессор Казанской духовной академии по кафедре церковнославянского и русского языков и палеографии.
15 февраля 1912 года назначен ректором Казанской духовной академии.
2 марта 1912 года в академическом храме Казани наречён и 4 марта в кафедральном Благовещенском соборе Казани хиротонисан во епископа Чистопольского, второго викария Казанской епархии.
С 30 мая 1913 года — епископ Ямбургский, викарий Санкт-Петербургской (с 1914 — Петроградской) епархии, последний ректор Санкт-Петербургской (с 1914 — Петроградской) духовной академии.
Автор научных трудов по славистике, сравнительному языкознанию, русской диалектологии, церковнославянскому и литовскому языкам, психологии и физиологии речи, истории Черногории. Знаток многих славянских языков и санскрита. Во время работы в университете находился в научных командировках в Австро-Венгрии, Черногории, Сербии, Болгарии, Константинополе и на Афоне. Почитатель святого Иоанна Кронштадтского, составил житие преподобного Иоанна Рыльского и акафист этому святому — небесному покровителю о. Иоанна.
Оказал большое влияние на своего воспитанника по Академии Бориса Ярушевича, впоследствии митрополита Николая, Крутицкого и Коломенского; над которым 23 октября 1914 года совершил монашеский постриг.
Скончался 23 июня 1918 года от воспаления лёгких. Похоронен на Никольском кладбище Александро-Невской лавры.

Могила Анастасия на Никольском кладбище Александро-Невской лавры в Санкт-Петербурге.

## Труды
- Ударение имен существительных в русском языке. Варшава, 1882.
- Детская речь. Варшава, 1882.
- Особенности падежных окончаний имен существительных в говорах русского языка. Варшава, 1883.
- Sprachliches aus dem Nationaldichter Litauens Donalitius Архивная копия от 11 августа 2017 на Wayback Machine. Дерпт, 1886.
- Uber die Bedeutung der Sprachstörungen für die Sprachwissenschaft. Dorpat, 1886.
- Litauische Studien. Дерпт, 1888.
- Литовские этюды. Варшава, 1888.
- Языковедение, метод и задача; язык церковнославянский в историческом прошлом славянства. Казань, 1889.
- Славяно-финские культурные отношения по данным языка. Казань, 1890.
- Служба свв. Кириллу и Мефодию в болгарском списке XIV в. Варшава, 1893.
- «Физиолог» по рукописи сербской редакции. Казань, 1893.
- Грамоты и диптихи русских государей в славянских монастырях Адриатического побережья. Архивная копия от 29 ноября 2020 на Wayback Machine Казань, 1884.
- История развития духовной жизни Чёрной Горы и князь-поэт Николай I. Казань, 1895.
- Служба св. Кириллу, учителю славянскому по сербской рукописи XIV века русского Пантелеймоновского монастыря на Афоне. СПБ, 1895.
- Петр I Петрович, владыка митрополит Черногорский. Его посвящение во епископа и сказанное им после этого слово. Казань, 1895.
- Новое произведение Черногорского князя Николая «Княз Арванит». Казань, 1896.
- «Нова Кола», произведение Черногорского князя Николая I, и значение самостоятельной жизни черногорских племен в истории исконной независимости сербского народа в Чёрной горе. Казань, 1897.
- Материалы и некоторые исследования по истории Черногории. Казань, 1897.
- Черногорка в жизни частной и общественной. Казань, 1897.
- Царь-освободитель, преобразователь и просветитель России, имп. Александр II. Казань, 1902.
- Император Александр II, Южные Славяне и Македония. Казань, 1903.
- Черногорский князь Николай I, в своих поэтических произведениях. СПБ, 1904.
- Некрополь Казанского кафедрального собора. Архивная копия от 5 декабря 2020 на Wayback Machine Каз., 1907;
- Свв. мученики Иоанн, Стефан и Петр, казанские чудотворцы. Казань, 1909.
- Политическая и церковная жизнь славянства в XIX веке. Казань, 1911.
- Памяти М. В. Ломоносова, отца русской науки и певца на лад лиры богодуховенного псалмопевца. Каз., 1912;
- Речь при наречении во епископа // Прибавление к Церковным ведомостям. 1912. № 10. С. 403;
- Слово в Великий четверг // ПС. 1913. Май. С. 679—681;
- Семена веры Христовой на Казанской земле // Прибавление к Церковным ведомостям. 1916. № 1. С. 3;
- Слово при пострижении в монашество // ХЧ. 1916. Янв. С. 3;
- Слово, [произнесённое] 2 февр. 1916 г. в храме Александровского лицея Архивная копия от 1 декабря 2020 на Wayback Machine // Христианское чтение. 1916. Февр. С. 129.
- Полный англо-русский словарь Архивная копия от 15 августа 2016 на Wayback Machine // Издательство: Петроград: Книжный и Географический магазин изданий Главного штаба; Издание 7-е, испр. и доп., 918 страниц, 1916 г.